# 千歳町 (横浜市)
千歳町（ちとせちょう）は、神奈川県横浜市中区の町名。住居表示は未実施で、丁目は設けられていない。面積は0.014km²。

## 地理
中区の北西部、大桟橋通りの南側に位置する。東は長者町1丁目、南は三吉町、西は南区万世町、北は山田町にそれぞれ隣接する。日産プリンス神奈川販売の営業所やENEOSのガソリンスタンドなど、自動車に関連する業種が目立つ。
大桟橋通りには千歳町の町域に面し長者町1丁目と東橋の停留所があり、横浜駅から伊勢佐木長者町駅を経由して磯子駅方面を結ぶ京浜急行バス、桜木町駅から滝頭方面を結ぶ横浜市営バスが運行されている。町の東端から横浜市営地下鉄ブルーライン伊勢佐木長者町駅へは500mほど、JR根岸線石川町駅へは900mほどである。

## 歴史
江戸時代に吉田新田として開拓された土地の一部で、1874年（明治7年）7月に千歳町の町名が付けられた。町名は、縁起を担いだ瑞祥地名である。1882年、一部が永楽町に編入される。1889年には市制施行により横浜市の町名となる。当初は1～3丁目の字丁目が設けられた。1919年（大正8年）、千歳町字1丁目から出火し、焼失面積6万坪、3千戸が全焼する火災が起きた。1927年（昭和2年）、区制施行に伴い横浜市中区の町名となる。1928年に大桟橋通りに開通した横浜市電は、1972年まで運行された。1943年には中区から南区が新設され、字3丁目が南区に編入されたが翌1944年に万世町に統合された。字1・2丁目ものちに廃止されている。1967年には千歳町と山田町・三吉町・長者町との間で町界の変更が行われた。

## 世帯数と人口
2025年（令和7年）6月30日現在（横浜市発表）の世帯数と人口は以下の通りである。
| 町丁   | 世帯数  | 人口  |
| ------ | ------- | ----- |
| 千歳町 | 217世帯 | 365人 |

### 人口の変遷
国勢調査による人口の推移。
| 年                 | 人口 |
| ------------------ | ---- |
| 1995年（平成7年）  | 101  |
| 2000年（平成12年） | 100  |
| 2005年（平成17年） | 95   |
| 2010年（平成22年） | 101  |
| 2015年（平成27年） | 188  |
| 2020年（令和2年）  | 331  |

### 世帯数の変遷
国勢調査による世帯数の推移。
| 年                 | 世帯数 |
| ------------------ | ------ |
| 1995年（平成7年）  | 74     |
| 2000年（平成12年） | 82     |
| 2005年（平成17年） | 63     |
| 2010年（平成22年） | 73     |
| 2015年（平成27年） | 104    |
| 2020年（令和2年）  | 185    |

## 学区
市立小・中学校に通う場合、学区は以下の通りとなる（2024年11月時点）。
| 番・番地等 | 小学校               | 中学校                 |
| ---------- | -------------------- | ---------------------- |
| 全域       | 横浜市立南吉田小学校 | 横浜市立横浜吉田中学校 |

## 事業所
2021年現在の経済センサス調査による事業所数と従業員数は以下の通りである。
| 町丁   | 事業所数 | 従業員数 |
| ------ | -------- | -------- |
| 千歳町 | 38事業所 | 376人    |

### 事業者数の変遷
経済センサスによる事業所数の推移。
| 年                 | 事業者数 |
| ------------------ | -------- |
| 2016年（平成28年） | 23       |
| 2021年（令和3年）  | 38       |

### 従業員数の変遷
経済センサスによる従業員数の推移。
| 年                 | 従業員数 |
| ------------------ | -------- |
| 2016年（平成28年） | 252      |
| 2021年（令和3年）  | 376      |

## その他

### 日本郵便
- 郵便番号：231-0035[3]（集配局：横浜港郵便局[19]）

### 警察
町内の警察の管轄区域は以下の通りである。
| 番・番地等 | 警察署         | 交番・駐在所 |
| ---------- | -------------- | ------------ |
| 全域       | 伊勢佐木警察署 | 寿町交番     |